# Communauté de communes du Bassin de Vie de L’Île-Rousse
Die Communauté de communes du Bassin de Vie de L’Île-Rousse ist ein ehemaliger französischer Gemeindeverband mit der Rechtsform einer Communauté de communes im Département Haute-Corse in der Region Korsika. Sie wurde am 11. Dezember 2002 gegründet und umfasste fünf Gemeinden. Der Verwaltungssitz befand sich im Ort L’Île-Rousse.

## Historische Entwicklung
Mit Wirkung vom 1. Januar 2017 fusionierte der Gemeindeverband mit der Communauté de communes di E Cinque Pieve di Balagna und bildete so die Nachfolgeorganisation Communauté de communes de L’Île-Rousse Balagne.

## Ehemalige Mitgliedsgemeinden
1. Corbara
2. L’Île-Rousse
3. Monticello
4. Pigna
5. Santa-Reparata-di-Balagna